# Reyad Ellafi
Reyad Ellafi (tiếng Ả Rập: رياض اللافي) (sinh ngày 5 tháng 7 năm 1980 ở Tripoli, Libya) là một cầu thủ bóng đá người Libya. Hiện tại anh thi đấu cho Al-Ittihad.
Ellafi cũng là thành viên của Đội tuyển bóng đá quốc gia Libya, và thi đấu ở Cúp bóng đá châu Phi 2009.